# Gustavo Villapalos Salas
Gustavo Villapalos Salas (Madrid, 15 octobre 1949 - Madrid, 15 juin 2021) est un historien du droit, professeur d'université et homme politique espagnol, recteur de l'université complutense de Madrid (UCM) entre 1987 et 1995.

## Biographie
C'est un disciple de Francisco Elías de Tejada.
En tant que recteur de la Complutense , le 20 décembre 1993, il signe un accord avec l'archevêque de Madrid Ángel Suquía afin de maintenir des oratoires catholiques à l'université et de promouvoir la création de nouvelles chapelles,.
Il est nommé conseiller de l'Éducation, de la Culture et des Sports de la communauté de Madrid de 1995 à 2001 sous le gouvernement d'Alberto Ruiz-Gallardón (PP). D'idéologie ultra-catholique et situé dans l'orbite des Légionnaires du Christ, plusieurs commentateurs soulignent le rôle qu'il a joué, d'abord en tant que recteur de l'UCM, puis comme conseiller chargé de l'Éducation dans le gouvernement autonome, dans la prise de contrôle par cette congrégation de l'université Francisco de Vitoria (es), à l'origine un centre rattaché à l'UCM créé en 1993,,.

## Publications
- G. Villapalos y J. Iturmendi Morales, Apuntes para una historiografía de Aparisi y Guijarro, Séville, 1973
- G. Villapalos, Los recursos contra los actos de gobierno en la Baja Edad Media, Ed. U. Complutense, Madrid, 1974[9]
- A. García Gallo y G. Villapalos, Las expositiones nominum legalium y los vocabularios jurídicos medievales, Madrid, 1974
- G. Villapalos, Los recursos en materia administrativa en Indias en los siglos XVI y XVII. Notas para su estudio. Ed. INEJ, Madrid, 1976
- G. Villapalos, El concepto de norma fundamental, Real Academia de Doctores, Madrid, 1993
- G. Villapalos, Justicia y Monarquía (un punto de vista sobre su evolución en el reinado de los Reyes Católicos). Discurso de ingreso en la Real Academia de Jurisprudencia y Legislación. Madrid, 1997[10]
- G. Villapalos y L. López Quintás, El libro de los valores, Ed. Planeta, Barcelone, 1998
- G. Villapalos, Fernando V de Castilla, los Estados del Rey Católico, (1474-1516). Ed. El Olmedo, Valladolid, 1998
- G. Villapalos, et alii, El destino de los embriones congelados, Ed. FUE, Madrid, 2003
- G . Villapalos y E. San Miguel, Momentos decisivos en la Historia de España, Ed. Planeta, 2006

## Distinctions et reconnaissances
- Docteur honoris causa de l'université Francisco de Vitoria[11].
- En 1997, il est nommé académicien titulaire de l'Académie royale de jurisprudence et de législation[11].
- Recteur honoraire de l'Université Complutense de Madrid en 1983 et 1987[11].
- Président de la Fondation universitaire espagnole[11].
- Académicien honoraire de l'Académie royale de Culture Valencienne[11].